# Kevin Abosch
Kevin Abosch (né en 1969) est un artiste conceptuel connu pour ses œuvres photographiques, cinématographiques, sculpturales, d'installation, d'intelligence artificielle, et blockchain.

## Potato #345
En 2015, Potato #345 est vendue €1,000,000, ce qui en fait une des photos les plus chères du monde,,,,,,.